# خاومي ديلغادو
خاومي ديلغادو (بالإسبانية: Jaume Delgado) (13 مايو 1983 ببرشلونة في إسبانيا - ) هو لاعب كرة قدم إسباني في مركز الوسط. لعب مع ديبورتيفو ألافيس ولوغرونيس ونادي ريوس ديبورتيو ونادي لاردة ونادي ليدا ونادي تيراسا ‏ ونادي فيغيراس ‏.

## روابط خارجية
- خاومي ديلغادو على موقع قاعدة بيانات كرة القدم.إي يو (الإنجليزية)
- خاومي ديلغادو على موقع Soccerway.com (الإنجليزية)
- خاومي ديلغادو على موقع AS.com (الإسبانية)